# Йорк-Спрінгс (Пенсільванія)
Йорк-Спрінгс (англ. York Springs) — місто (англ. borough) в США, в окрузі Адамс штату Пенсільванія. Населення — 683 особи (2020).

## Географія
Йорк-Спрінгс розташований за координатами 40°0′34″ пн. ш. 77°6′57″ зх. д. / 40.00944° пн. ш. 77.11583° зх. д. (40.009359, -77.115755).  За даними Бюро перепису населення США в 2010 році місто мало площу 0,56 км², уся площа — суходіл.

## Демографія
Згідно з переписом 2010 року, у селищі мешкали 833 особи в 269 домогосподарствах у складі 210 родин. Густота населення становила 1496 осіб/км².  Було 323 помешкання (580/км²).
Расовий склад населення:
| - 70,1 % — білих - 1,1 % — корінних американців - 0,5 % — чорних або афроамериканців - 0,2 % — азіатів - 25,8 % — осіб інших рас |

До двох чи більше рас належало 2,3 %. Частка іспаномовних становила 46,1 % від усіх жителів.
За віковим діапазоном населення розподілялося таким чином: 30,4 % — особи молодші 18 років, 62,6 % — особи у віці 18—64 років, 7,0 % — особи у віці 65 років та старші. Медіана віку мешканця становила 29,4 року. На 100 осіб жіночої статі у селищі припадало 115,2 чоловіків;  на 100 жінок у віці від 18 років та старших — 104,2 чоловіків також старших 18 років.
Середній дохід на одне домашнє господарство  становив 52 166 доларів США (медіана — 43 750), а середній дохід на одну сім'ю — 53 538 доларів (медіана — 43 646). За межею бідності перебувало 34,7 % осіб, у тому числі 46,0 % дітей у віці до 18 років та 22,0 % осіб у віці 65 років та старших.
Цивільне працевлаштоване населення становило 330 осіб. Основні галузі зайнятості: виробництво — 21,5 %, сільське господарство, лісництво, риболовля — 18,8 %, роздрібна торгівля — 12,1 %, освіта, охорона здоров'я та соціальна допомога — 11,5 %.